# Oligonychus andrei
Oligonychus andrei är en spindeldjursart som beskrevs av Gutierrez 1966. Oligonychus andrei ingår i släktet Oligonychus och familjen Tetranychidae. Inga underarter finns listade i Catalogue of Life.